# Trinomys iheringi
Espèce
Synonymes
- Proechimys iheringi Thomas, 1911

Statut de conservation UICN

 LC  : Préoccupation mineure
Trinomys iheringi est une espèce de mammifères rongeurs de la famille des Echimyidae qui regroupe des rats épineux originaires d'Amérique latine. Endémique du Brésil, son nom commémore le zoologiste allemand Hermann von Ihering (1850-1930).
Synonyme : Proechimys iheringi  Thomas, 1911